# Ferenc Szabadváry

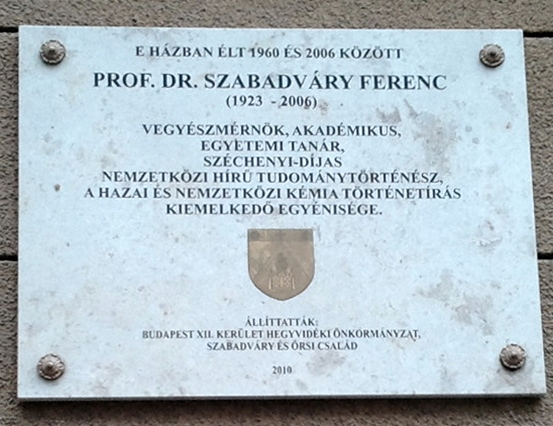
Placa en homenatge a Szabadváry.

Ferenc Szabadváry (Kőszeg, 1 de setembre de 1923-2006) va ser un historiador de la ciència hongarès.
Després d'estudiar Enginyeria química a la Universitat de Tecnologia i Economia József Nádor de Budapest, s'acabaria establint en l'Institut de Química General d'aquesta mateixa universitat, on va obtenir la plaça de catedràtic cap al 1972. Va especialitzar-se a l'àmbit de la història de la química analítica. Va ser autor d'una història de la química analítica, publicada originalment en hongarès com Az analitikai kemia modszereinek kialakulasa (Akadémiai Kiadó, 1960) i traduïda més tard a l'anglès —per Gyula Svehla— sota el títol History of Analytical Chemistry (Pergamon Press, 1966) i a l'alemany com Geschichte der analytischen Chemie (Vieweg, 1966); així com Than Karoly (Akadémiai Kiadó, 1972) una biografia de Carl von Than; o Antoine-Laurent Lavoisier, der Forscher und seine Zeit, 1743-1794 (Wissenschaftlicher Verlagsgesellschaft, 1973), sobre Antoine Lavoisier; entre altres obres.